# Dolinov
Dolinov - Долинов (rus) - és un khútor, un poble, del krai de Krasnodar, a Rússia. Es troba a les terres baixes de Kuban-Azov, a la vora dreta del riu Zelentxuk Vtoroi, un afluent del riu Kuban, a 12 km al sud de Tbilísskaia i a 92 km a l'est de Krasnodar, la capital. El 2010 la vila estava deshabitada.
Pertany al municipi de Màrinski.